# 企業入口網站
企業資訊入口網站（英語：Enterprise Information Portal），簡稱 EIP ，又稱企業入口網站（英語：enterprise portal），是一個用於整合跨組織邊界內的資訊、人員與流程的框架，類似於通用的入口網站。企業資訊入口網站提供一個安全的統一存取點，常以基於網路的使用者介面呈現，旨在透過應用程式特定的 Portlets 彙總個人化資訊。
它能夠提供企業的資訊及應用程式於同一個平台在正確的時間、地點，依使用者權限提供正確的資訊給符合的使用者。通常企業內部的資訊包含企業常見的公告、內容發佈、文件管理、協同作業等應用，並著重系統整合，通過單一簽入的機制以存取企業其他系統。通常能讓使用者自行開發、設定應用程式與內容。
企業資訊入口網站的特徵是去中心化的內容貢獻與內容管理，使得資訊能始終保持更新。另一個特稱則是它們服務於組織邊界之外的客戶、供應商及其他相關機構。這與公司內部入口網站，為組織內部的角色所建構的平台形成對比。
依據高德納的評估，領先的入口網站系統主要有 IBM Websphere、Liferay Portal、Oracle WebCenter、Microsoft SharePoint、SAP。

## 歷史

### 1990 年代中期
公用入口網站開始出現。這些網站提供了一系列的重要功能（例如：新聞、電子郵件、天氣、股票報價和搜尋等），而這些功能通常以獨立的方塊或 Portlet 形式呈現。不久後，各種規模的企業開始意識到他們需要開始整合其多樣的內部儲存庫和應用程式，其中有許多正轉移到網路技術。

### 1990 年代後期
軟體供應商開始推出預先打包的企業入口網站。這些軟體套件將作為工具包，供企業快速開發和部署自己的客製化企業入口網站。第一家商業入口網站軟體供應商於1998年出現。

### 2002 年
來自應用程式伺服器供應商的競爭產品也進入了市場。

### 2003年
基於 Java 的企業入口網站供應商制定了一項名為 JSR-168 的標準，旨在規範企業入口網站和小應用程式之間互通性的 API。軟體供應商開始生產符合 JSR-168 標準的小應用程式，這些小應用程式可以部署到任何符合 JSR-168 標準的企業入口網站上。該標準的第二個版本 JSR-286 於 2008 年 6 月 12 日正式發布。企業可以根據業務結構和策略重點，選擇開發多個企業入口網站，同時重複使用架構框架、元件庫或標準化專案方法（如 B2E、B2C、B2B、B2G 等）。

## 員工入口網站
2006 年由 Forrester Research, Inc. 進行的一項研究顯示，有 46% 的大型企業使用被稱為員工入口網站（英語：employee portal）的平台。員工入口網站可被視為企業入口網站的一個特定類別，它提供一個介面，讓員工能存取個人化的資訊、資源、應用程式和電子商務選項。

## 精實入口網站
2009 年，高德納提出了「無入口網站（英語：portal-less portal）」或「精實入口網站（英語：lean portal）」的概念。這項創新為過去 15 年來傳統入口網站所面臨的部署與維護困難提供了替代方案。
傳統的入口網站往往功能繁多、過於臃腫，許多功能對企業而言並不具成本效益。這導致許多考慮投資入口網站的公司感到困擾，因為傳統模式迫使他們超出預算，卻又無法獲得所需的功能或達到預期的成果。
相比之下，精實入口網站輕巧且易於部署。它採用現代 Web 2.0 技術建構，例如 AJAX、小工具（widgets）、表現層狀態轉換（REST）以及 WOA/SOA 方法。根據高德納的說法，選擇精實入口網站的組織發現在推出後的數月內，它就能提供超過 80% 所需的功能，同時不影響安全性或高階整合需求。

## 基礎功能
企業入口網站有兩大主要功能：整合和呈現。它必須能夠從多個不同來源存取資訊，並透過入口網站對這些資訊進行操作。
其他常見功能包括：
- 單一簽入 (Single Sign-On)：企業入口網站可以為使用者和各種其他系統提供單一簽入功能。這要求使用者只需驗證一次即可。
- 整合 (Integration)：將來自多個系統的功能和資料連接起來，形成新的元件/portlets/網路部件網路部件，並在這些元件之間提供整合的導航。
- 聯盟 (Federation)：整合由其他入口網站提供的內容，通常透過使用 WSRP 或類似技術實現。
- 客製化 (Customization)：使用者可以自訂其環境的外觀和感覺。使用企業資訊入口網站的客戶可以編輯和設計自己充滿個性和風格的網站；還可以選擇偏好的特定內容和服務。這也指根據使用者屬性和可用內容的元數據，優先顯示最相關內容的能力。
- 個人化 (Personalization)：個人化更著重於將內容與使用者進行匹配。根據使用者設定檔，個人化利用規則將「服務」或內容匹配給特定的使用者。某種程度上，可以這樣理解兩者：客製化由最終使用者掌控，而個人化則否。當然，實際的個人化通常基於使用者在入口網站環境中的角色或職務。
- 存取控制 (Access Control)：入口網站限制使用者存取特定類型內容和服務的能力。例如，公司的專有資訊只能授權公司員工存取。這些存取權限可以由入口網站管理員或透過配置流程提供。存取控制列表管理入口網站內容和服務與入口網站使用者群之間的映射關係。
- 企業搜尋 (Enterprise Search)：使用企業搜尋功能搜尋企業內容。
- 全通路啟用 (Omni Channel Enablement)：在所有通路和裝置上最佳化頁面呈現。[8]
- 分析 (Analytics)：追蹤和監控使用者在入口網站頁面上的行為（例如：導航、點擊、下載、頁面跳出等）並產生報告。

## 市場
2014 年，獨立分析公司 Real Story Group 將企業入口網站技術市場分為兩大類：「基礎設施（英語：Infrastructure）」和「專業（英語：Specialist）」廠商。這兩個類別包含了該公司在其《企業入口網站報告（Enterprise Portals Report）》中評估的十家廠商。

## 外部連結
1. ↑  Boye, Janus. . CMS Watch. 2005-01-18. （原始内容存档于2012-7-22） （英语）.
2. ↑  Collins, Heidi (编). . New York: AMACOM. 2001. ISBN 978-0-8144-2560-2.
3. ↑  .   [2015-03-14]. （原始内容存档于2015-03-10）.
4. ↑  Knorr, Eric. . InfoWorld. 2004-01-09. （原始内容存档于2007-09-10） （英语）.
5. ↑  Urbach, Nils. . Elsevier. 2009-11-19.
6. ↑  Daniel, Agmon. . Backbase. 2013-01-16. （原始内容存档于2013-01-19） （英语）.
7. ↑  Barber, Dean. . Lulu.com. 2006: 6  [20 August 2013]. ISBN 1411661591.
8. ↑  Shivakumar, Shailesh Kumar. . Boca Raton: CRC Press/Taylor & Francis Group. 2016. ISBN 978-1-4987-2549-1.
9. ↑  2014 Enterprise Portals Logo Landscape 的存檔，存档日期2014-06-07.. Real Story Group Blog (04 June 2014). Retrieved on 04 June, 2014.
10. ↑  Portals & Content Integration Research Report 的存檔，存档日期2014-06-07.. Real Story Group (June, 2014). Retrieved on 04 June, 2014.